# Heart
Heart je ameriška rock skupina, ki so jo leta 1970 v Seattlu v Washingtonu ustanovili Steve Fossen (bas kitara), Roger Fisher (kitara), David Belzer (klaviature) in Jeff Johnson (bobni). Nastala je iz obstoječe skupine White Heart. Od leta 1973 kot vokalistki nastopata sestri Ann Wilson (glavni vokal, flavta, kitara)  in Nancy Wilson (vokal, kitara, mandolina). Skozi svojo zgodovino je imela skupina Heart tri glavne zasedbe. 
Uspeh so dosegli, ko so se člani preselili v Kanado, deloma, da bi se izognili vpoklicu, nato v ZDA in na koncu po vsem svetu. Zasloveli so sredi 70. let dvajsetega stoletja z glasbo, na katero sta vplivala hard rock in heavy metal, pa tudi ljudska glasba. Priljubljenost skupine se je v začetku osemdesetih zmanjšala, vendar so leta 1985 izvedli vrnitev na vrh, ki se je nadaljevala v devetdesetih letih dvajsetega stoletja, in izdali številne hard-rock pesmi ter balade. Skupina je razpadla leta 1998, člani so nato leta 2002 nadaljevali z nastopanjem. Zaradi spora je leta 2016 sledil premor, ki so ga poleti 2019 končali z začetkom turneje »Love Alive«.
Do danes so Heart prodali več kot 35 milijonov izvodov albumov po vsem svetu, od tega več kot 22,5 milijona v ZDA. V vsakem desetletju od 1970. let dalje so imeli vsaj en album med prvih deset na lestvici Billboard 200. Televizijska mreža VH1 je Heart uvrstila na 57. mesto svoje lestvice »100 največjih izvajalcev Hard Rocka«, Ann Wilson pa je bila leta 2006 po reviji Hit Parader uvrščena med najboljše heavy metal vokalistke vseh časov. Leta 2013 je bila skupina sprejeta v Hram slavnih rokenrola.

## Zgodovina

### 1967–1972: Nastanek
Leta 1967 je basist Steve Fossen ustanovil skupino The Army z Rogerjem Fisherjem na kitari, Donom Wilhelmom na kitari, klaviaturah in vokalu ter Rayem Schaeferjem na bobnih. Nekaj let so igrali v Bothellu in okolici severovzhodno od Seattla. Pogosto so igrali v srednjih šolah Bothell, Inglemoor in Shorecrest ter v številnih gostilnah in klubih. Leta 1969 je prišlo do več sprememb v zasedbi – Gary Ziegelman (nekdanji glavni pevec Buffalo Clancy) je prevzel glavni vokal, Roger na kitari, Steve bas, James Cirrello kitaro, Ron Rudge bobne, Ken Hansen tolkala – in novo ime, White Heart. Ime White Heart sta skovala brat Rogerja Fischerja Mike in Michael Munro, slednji se je domislil imena White Hart (brez črke »e«, iz zgodbe Arthurja C. Clarka Tales from the White Hart), sprva za skupino s Tobyjem Cyrom na kitari. Fisher je prosil in dobil dovoljenje za uporabo imena za The Army, dodal »e« in The Army je postala White Heart. Že leta 1970 so člani za kratek čas skrajšali ime na Heart, brez pridevnika. Sledile so nove spremembe v zasedbi. Leta 1971 so Heart sestavljali Steve Fossen, Roger Fisher, David Belzer (klaviature) in Jeff Johnson (bobni). Po tistem, ko se je pridružila Ann Wilson (leta 1970 ali 1972), se je skupina preimenovala v Hocus Pocus.
Rogerjev brat Mike Fisher naj bi bil takrat vpoklican v vojsko. Nancy Wilson je izjavila, da so vdrli v njegov dom, ko se ni javil na dolžnost, vendar se je izmuznil skozi zadnje okno, pobegnil v Kanado in se izognil vpoklicu med vietnamsko vojno. Nekega dne leta 1972 (ali 1971) je Mike prestopil mejo, da bi obiskal družino in po naključju srečal Ann na nastopu Hocus Pocus. Po Nancyjinih besedah sta se takrat zaljubila in Ann se je odločila, da bo sledila Mikeu v Kanado. Steve Fossen je konec leta 1972 diplomiral in se tudi on odločil za selitev v Kanado. Roger jim je sledil konec leta 1972 ali v začetku leta 1973. Skupaj z Ann, bobnarjem Brianom Johnstoneom in klaviaturistom Johnom Hannahom so uradno so uradno ustanovili skupino Heart. Annina sestra Nancy Wilson se je pridružila leta 1974 in kmalu za tem sta z Rogerjem postala par. 

### 1975–1976: Komercialni preboj
Skupina je odigrala številne koncerte okrog svojega novega doma v Vancouvru in ustvarila demo posnetek s pomočjo producenta Mikea Flickerja ter studijskega kitarista in klaviaturista Howarda Leeseja. Hannah in Johnstone sta do takrat zapustila zapustila skupino in Leese je kmalu zatem postal polnopravni član. Flicker je produciral prvih pet albumov skupine. Ta ekipa je posnela debitantski album Dreamboat Annie v studiu Can-Base v Vancouvru (pozneje znan kot Mushroom Studios). Kasneje se je skupini kot polnopravni bobnar pridružil Mike Derosier. Nekateri od kanadskih vlagateljev, ki so podprli studio, so podprli tudi ločeno podjetje Mushroom Records pod vodstvom Shelly Siegel. Na studijskih posnetkih za album so igrali tudi bobnarji Duris Maxwell, Dave Wilson, Kat Hendrikse in Michael Derosier, klaviaturist Rob Deans ter basist Brian Newcombe. Siegel je prevzela distribucijo in v prvih mesecih prodala 30.000 izvodov v Kanadi. Kmalu je izšel tudi v ZDA, kjer sta mu dva hit singla leta 1976 (»Crazy on You« s 35. in »Magic Man« z 9. mestom na Billboard Hot 100) pomagala do sedmega mesta na lestvici Billboard 200. Na koncu je bilo prodanih več kot milijon izvodov. 

### 1977–1979: komercialni uspeh in razkol v zasedbi
Leta 1977 je založba Mushroom Records objavila celostranski oglas, v katerem je bila slika sester Wilson z golimi rameni (kot na naslovnici albuma Dreamboat Annie) in sugestivnim napisom: »To je bilo za naju šele prvič!« V intervjuju za revijo Rolling Stone 28. julija 1977 sta sestri navedli ta dogodek kot ključni razlog za njihovo odločitev, da zapustijo Mushroom Records. Heart je prekinil pogodbo z Mushroomom in podpisal pogodbo s hčerinsko družbo CBS Portrait Records, kar je povzročilo dolgotrajno pravno bitko s Siegel. Založba Mushroom je izdala delno dokončan album Magazine v začetku leta 1977, tik pred izidom albuma Little Queen pri Mushroom records. Založbi sta nato drug drugi poskušali preprečiti izdajati glasbo skupine. Sodišče v Seattlu je Mushroom Records prisililo v odpoklic albuma, da bi Heart lahko remiksali skladbe in dodali nove vokale, album pa je ponovno izšel leta 1978. V ZDA je dosegel najvišjo uvrstitev pri 17. mestu lestvice, z njega pa je izšel singl »Heartless«, ki je na lestvici dosegel 24. mesto. Album je kasneje prejel platinasto certifikacijo za milijon prodanih izvodov.
S tem je album postal njihov drugi, ki je presegel milijon prodanih izvodov, na njem je bila uspešnica »Barracuda« (11. mesto na lestvici). Besedilo pesmi je v svoji hotelski sobi napisala Ann Wilson, besna zaradi agenta, ki je v zakulisju po enem od nastopov namignil, da sta sestri lezbični ljubimki. Ann in Nancy sta se 28. julija 1977 pojavili na naslovnici Rolling Stone (št. 244).
18. marca 1978 so Heart nastopili na drugem festivalu California Jam II na dirkališču Ontario Motor Speedway v kalifornijskem Ontariu. Pred 350.000 gledalci so nastopili še Aerosmith, Ted Nugent, Foreigner, Santana, Bob Welch, Mahogany Rush in Dave Mason. Nekaj mesecev kasneje, 1. julija, so nastopili na prvem Texxas Jamui 1. julija 1978 na stadionu Cotton Bowl v Dallasu pred 100.000 gledalci, ob Aerosmith, Van Halen, Tedom Nugentom, Journey, Frankom Marinom, Atlanta Rhythm Section, Head East in Walterjem Eganom.
Konec leta 1978 je dvojno platinasti Dog & Butterfly dosegel 17. mesto lestvice Billboard 200, z njega pa sta izšli še naslovna uspešnica (34. mesto) in »Straight On« (15. mesto). Leta 1979 se je končala navezava Wilson-Fisher — ostali člani so izglasovali, da mora Roger Fisher zapustiti skupino, nakar je v roku enega meseca odšel še njegov brat Mike. Nancy Wilson in Howard Leese sta si delila vlogo kitarista, prijateljica iz otroštva Sue Ennis pa je pomagala pri pesmih.

### 1980–1984: Uspeh albumov, šibkejši hit singli, močni nastopi v živo
Heart so leta 1980 izdali Bebe le Strange. Postal je tretji top 10 album skupine, ki je dosegel najboljšo uvrstitev na petem mestu in vseboval top 40 uspešnico »Even It Up«. Skupina se je za promocijo albuma podala na turnejo po 77 mestih. Konec leta je skupina izdala svoj najuspešnejši singl dotlej, priredbo balade »Tell It Like It Is«, ki je dosegla osmo mesto na lestvici. Novembra 1980 je izšel dvojni album Greatest Hits / Live in se povzpel do 12. mesta ameriške lestvice ter na koncu dosegel dvojno platinast status. V kompletu z dvema ploščama so bile predstavljene studijske različice večine dosedanjih singlov Heart, ob nekaj novih studijskih skladbah in šestih posnetkih v živo, med katerimi so bile priredbe pesmi »Unchained Melody« (Alex North/Hy Zaret), »Rock and Roll« (Led Zeppelin) in »I'm Down« (The Beatles). Ker sta jim leta 1980 uspela samo dva hit singla (izšlo jih je pet) in je trajalo skoraj dve leti do naslednjega studijskega albuma, je bila prodaja te kompilacije slabša od pričakovane. 
Heart so nastopili kot prva skupina na razprodanem koncertu na stadionu Elland Road 29. maja 1982, ki ga je kronala skupina Queen  Z njihovega naslednjega albuma Private Audition (1982) je izšla manjša uspešnica »This Man Is Mine« (33. mesto). To je bil njihov prvi album, ki ga ni produciral Mike Flicker. Na začetku se je skupina obrnila na Jimmyja Iovineja, enega vodilnih producentov tistega časa, ki je menil, da v materialu ni potenciala za uspešnice, na koncu pa sta sestri Wilson album producirali sami. Skladba »Perfect Stranger« je napovedovala balade, ki bodo prevladovale v zvoku skupine sredi osemdesetih.
Po koncu snemanja sta bila Derosier in Fossen odpuščena iz skupine. Zamenjala sta ju Denny Carmassi na bobnih in Mark Andes na basu za Passionworks (1983), ki ga je na zahtevo založbe produciral uveljavljeni Keith Olsen. Tako Private Audition kot Passionworks sta se razmeroma slabo odrezala na trgu, saj nista dosegla zlatega statusa. Kljub temu je bil singl »How Can I Refuse« uspešen in se je povzpel na prvo mesto Billboardove lestvice Mainstream Rock.
Leta 1984 je Ann Wilson posnela duet z Mikeom Renom iz skupine Loverboy, pop balado »Almost Paradise«, ki je bila vključena v soundtrack filma Footloose. Skladba je dosegla sedmo mesto na ameriški pop lestvici in spodbudila skupino k uporabi zunanjih avtorjev in spremembi zvoka. Nancy Wilson je nastopila v filmih Fast Times at Ridgemont High (1982) in The Wild Life (1984), ki ju je napisal novinar, scenarist in režiser Cameron Crowe, s katerim se je poročila junija 1986.

### 1985–1990: Vrnitev
Skupina je odšla k založbi Capitol Records, njihov prvi album zanje je bil naslovljen preprosto Heart (1985). Selitev h Capitol je sovpadel s preobrazbo v glam metal, kar je vključevalo odmik od akustike in folka, značilnih za njihovo zgodnje delo. Album je dosegel prvo mesto na lestvici s prodajo pet milijonov izvodov, z njega pa so izšle štiri top 10 uspešnice: »What About Love« (10. mesto, 1985), »Never« (soavtor Greg Bloch, 4. mesto, 1985), »These Dreams« (1. mesto, 1986) in »Nothin' at All« (10. mesto, 1986). Na lestvico se je uvrstil tudi peti singl »If Looks Could Kill«, kar je pomenilo, da je imela skupin prvič pet uspešnic z istega albuma. 
Svoj naslednji album Bad Animals (1987) so poimenovali po opazkah, ki so jih bili deležni, ko so vstopili v nadstandardni hotel v kraju Charlotte. Z njim so nadaljevali odmik od folk in akustične glasbe proti bolj spoliranem arenskem rocku. Vseboval je uspešnico »Alone« (1987), ki se je povzpela na prvo mesto lestvice Billboard Hot 100, »Who Will You Run To« (7. mesto, 1987) in »There's the Girl« (12. mesto, 1987). Bad Animals je bil tudi njihov prvi album, ki postal uspešnica v Združenem kraljestvu, na britanski lestvici je prišel do 7. mesta.
Leta 1990 je Brigade postal šesti večkratno platinasti LP skupine in dodal tri nove top 25 uspešnice na Billboard Hot 100. »Stranded« je dosegel 13. mesto, »I Didn't Want to Need You« 23. mesto, »All I Wanna Do Is Love Love You« pa drugo mesto, vendar so se moralisti zgražali ob slednji, saj naj bi spodbujala tvegano vedenje žensk – pobiranje avtoštoparjev. Še dva singla z albuma, »Wild Child« in »Tall, Dark Handsome Stranger«, sta se uvrstila na Billboardov Mainstream Rock Chart. Brigade je bil najuspešnejši album skupine na britanskem tržišču, kjer se je povzpel do tretjega mesta na britanski lestvici albumov.

### 1991–2001: The Lovemongers,Desire Walks Onin premor Nancy Wilson
Jeseni 1991 so Heart izdali prvi album v živo. Na Rock the House Live! so bile večinoma skladbe z albuma Brigade namesto bolj znanih uspešnic, kar naj bi odražalo tršo rock plat skupine. Singl z njega, priredbo skladbe »You're The Voice« Johna Farnhama, so rock postaje razmeroma redno vrtele, zato se je uvrstil na 20. mesto lestvice Mainstream Rock.
Sestri Wilson sta nato sestavili neformalno akustično skupino Lovemongers s Sue Ennis in Frankom Coxom. Prvič so nastopili v Seattlu na dobrodelni prireditvi Rdečega križa za vojake. Konec leta 1992 je izšel EP s štirimi skladbami, ki je vseboval posnetek v živo priredbe »The Battle of Evermore« skupine Led Zeppelin in posodobljeno različico klasike »Crazy On You«. Priredba »The Battle of Evermore« je bila vključena tudi v soundtrack filma Singles iz leta 1992.
Heart so se leta 1993 vrnili z albumom Desire Walks On, na katerem je basista Andesa zamenjal Fernando Saunders. Album je dosegel najvišjo uvrstitev pri 48. mestu lestvice Billboard 200, na koncu je bil certificiran zlat. Vodilna skladba »Black on Black II« je dosegla četrto mesto na Billboardovi lestvici Mainstream Rock, singl »Will You Be There (In the Morning)« pa je bil zmeren pop hit, saj je dosegel 39. mesto na lestvici Billboard Hot 100. Tretji singl, »The Woman In Me«, se je povzpel do 24. mesta na lestvici Adult Contemporary, ni pa prišel na Hot 100. Leta 1994 je izšel interaktivni CD-ROM Heart: 20 Years of Rock & Roll, s pet ur zvočnih posnetkov. Na naslednjem albumu The Road Home (1995) so bile akustične priredbe najbolj znanih pesmi skupine, produciral ga je John Paul Jones iz skupine Led Zeppelin. 
Nancy Wilson se je leta 1995 odločila za premor od glasbe, da bi se posvetila družini. Ann je tisto leto odšla na turjeno z zasedbo, ki so jo imenovali Ann Wilson Band ali Ann Wilson in Ricola Brothers.
The Lovemongers so leta 1997 izdali album z naslovom Whirlygig in leto kasneje zbirko večinoma izvirnih božičnih pesmi z naslovom Here is Christmas. Ta je ponovno izšel leta 2001 kot album Heart z naslovom Heart Presents a Lovemongers 'Christmas. Leta 1998 je skupina ohranila zanimanje z gostovanjem v epizodi serije Behind the Music na VH1. Izdala je komplet uspešnic Greatest Hits, ki je zajemal njihovo zgodnje delo (drugi del, ki se osredotoča na poznejši del njihove kariere, je sledil leta 2000). Tudi leta 1998 je Ann koncertirala brez Nancy pod imenom Ann Wilson and Heart. Zasedba je bila enaka kot je bila leta 1995, vendar brez Scotta Adamsa. To je bila zadnja turneja dolgoletnega člana Howarda Leesa s Heart; skupino je zapustil istega leta. Nancy je še naprej ustvarjala glasbo za moževe filme Jerry Maguire (1996), Almost Famous (2000), Vanilla Sky (2001) in Elizabethtown (2005).
Nancy je leta 1999 izdala samostojni album Live at McCabe's Guitar Shop. Istega leta sta se Nancy in Ann lotili prve turneje brez podporne skupine. Leta 2001 je Ann sodelovala na turneji A Walk Down Abbey Road v čast Beatlov, na kateri so sodelovali tudi Todd Rundgren, John Entwistle iz the Who in Alan Parsons. Sestri sta nastopali tudi na dobrodelnih in drugih posebnih dogodkih, vključno s poklonom Brianu Wilsonu v newyorški Radio City Music Hall marca 2001.

### 2002–2006: Nadaljevanje
Leta 2002 sta se Ann in Nancy vrnili na odre s povsem novo zasedbo Heart, v kateri so bili Scott Olson, Ben Smith, basist Mike Inez iz skupine Alice in Chains in klaviaturist Tom Kellock. Heart so leta 2003 izdali DVD posnetek zadnjega postanka turneje pod naslovom Alive in Seattle. Istega leta sta Gilby Clarke (nekdanji član Guns N 'Roses) in Darian Sahanaja zamenjala Olsona in Kellocka na ameriški turneji.
V novi zasedbi je skupina leta 2004 izdala Jupiters Darling, prvi studijski album po letu 1993. Vseboval je raznolike skladbe, ki so vključevale vrnitev k prvotnemu zvoku Hearta, pa tudi mešanico vintage pop in novih tekstur. Med singli so bili »The Perfect Goodbye«, »Oldest Story in the World« (22. mesto na Billboard Rock Airplay, 2004) in »Lost Angel«. 
Leta 2005 sta se Wilsonovi udeležili prireditve CMT Music Awards, kot posebni gostji country pevke Gretchen Wilson (ni v sorodu) in z njo izvedli klasiko »Crazy on You«. Heart so z Gretchen Wilson nastopili še 10. marca 2006 v posebni oddaji VH-1 iz serije Decades Rock Live!. V njej so igrali tudi Alice in Chains, Phil Anselmo, Dave Navarro, Rufus Wainwright in Carrie Underwood. Posnetek z naslovom Live in Atlantic City je izšel 25. januarja 2019 na LP-ju, CD-ju, DVD-ju in Blu-rayu. Kasneje tega leta je basist Inez zapustil Heart in se ponovno pridružil reformiranim Alice in Chains.

### 2007–2009: VH1 Rock Honors do turneje z Journey
Heart so počastili na drugi podelitvi VH1 Rock Honors (24. maja 2007), nastopili pa so tudi skupaj z Ozzyjem Osbourneom, Genesis in ZZ Top. Ann Wilson je septembra 2007 izdala svoj prvi samostojni album Hope & Glory, na katerem so sodelovali njena sestra Nancy, Elton John, Alison Krauss, k.d. lang, Wynonna Judd, Gretchen Wilson, Rufus Wainwright, Shawn Colvin in Deana Carter.
Skupina je 9. aprila 2008 nastopila v oddaji Idol Gives Back s Stacy »Fergie« Ferguson, ki je v harmoniji z Ann zapela pesem »Barracuda«. Sredi leta 2008 so Heart šli na ameriško turnejo s skupinama Journey in Cheap Trick. Leta 2008 je skupina nastopila na dobrodelni prireditvi za glasbeno izobrazbo v javnih šolah, v živo so izvedli »Something Fine« z Jacksonom Brownom, »Crazy on You« z Venice in »Bohemian Rhapsody« z več kot 70 člani orkestra ter dekliškega pevskega zbora srednje šole Santa Monica.

### 2010–2016:Red Velvet CardoBeautiful Broken
Leta 2010 je izšel nov studijski album Red Velvet Car. Pomenil je stilsko vrnitev k melodičnemu hard rocku in folku z njihovih zgodnjih albumov. Album je dosegel 10. mesto lestvice Billboard 200 in postal prvi top 10 album skupine v 20 letih. Poleg tega je postal številka tri na Billboardovi lestvici rock albumov. Z Red Velvet Car sta izšla dva singla: »Hey You« s pridihom folka je dosegel 26. mesto na Billboardovi lestvici AC, medtem ko je hard rockerski »WTF« dosegel 19. mesto na Billboardovi lestvici Hot Rock Songs. Izdajo albuma je spremljala severnoameriška turneja, ki se je začela januarja in trajala do decembra 2010. Heart so 4. novembra 2010 napovedali, da bodo izvedli prvo turnejo po Kanadi v 30 letih, z začetkom 28. januarja 2011 v kraju St. John's (Nova Fundlandija in Labrador). Leta 2011 sta izšla DVD in blu-ray A Night at Sky Church, posneta pred turnejo v Experience Music Project v Seattlu. Ann in Nancy Wilson sta igrali kot del VH1 Divas Support the Troops leta 2010, skupaj z nastopajočimi, kot so Katy Perry in Paramore; izvedli sta »Crazy on You« z Grace Potter and the Nocturnals.
Maja 2010 so se zbrali nekdanji moški člani skupine vključno z Rogerjem Fisherjem in Steveom Fossenom ter nastopili na koncertu Synergia Northwest v Tacomi v Washingtonu.
Poleti 2011 so Heart odšli na poletno turnejo z Def Leppard. Junija 2012 je izšel komplet z naslovom Strange Euphoria, presek njihove dotedanje kariere, ki vsebuje številne največje uspešnice skupine, neobjavljene demo posnetke in redke posnetke v živo. 18. septembra 2012 sta sestri Wilson v soavtorstvu s Charlesom R. Crossom izdali svojo avtobiografijo Kicking and Dreaming: A Story of Heart, Soul in Rock and Roll. 25. septembra 2012 sta Ann in Nancy za prispevek h glasbi prejeli zvezdo na hollywoodski aleji slavnih.
Skupina je 2. oktobra 2012 izdala svoj 14. studijski album Fanatic, ki je postal njihov 12. album med prvimi 25 na lestvici (24. mesto, 2012), promovirali pa so ga s turnejo po ZDA in Kanadi. 26. decembra 2012 sta Ann in Nancy nastopili v počastitev skupine Led Zeppelin na podelitvi nagrad Kennedyjevega centra, ki jo je prenašala televizijska hiša CBS. Z orkestrom, dvema zboroma in Jasonom Bonhamom (sinom pokojnega bobnarja Johna Bonhama) so izvedli priredbo njihove klasike »Stairway to Heaven«. Robert Plant je nastop pospremil s stoječim aplavzom in solzami sreče. Videoposnetek je postal viralen na YouTubu z več kot štirimi milijoni ogledov v prvih petih dneh po oddaji in spodbudil Kennedyjev center, da je izdal posebni singl s posnetkom na iTunes. Čeprav je bil singl na voljo le dva tedna, je takoj zasedel prvo mesto na lestvici iTunes Rock Singles in dosegel 20. mesto na Billboardovi lestvici Hot Rock Songs.
Na slavnostnem sprejemu v Hram slavnih rokenrola 18. aprila 2013 so se prvotni člani Heart (sestri Wilson, Howard Leese, Michael Derosier, Steve Fossen in Roger Fisher) prvič po 34 letih ponovno zbrali in odigrali »Crazy on You«. Skupino je sprejel Chris Cornell, ki je čustveno spregovoril o tem, kakšni junakinji in vzornikci sta bili Ann in Nancy Wilson njemu in drugim glasbenikom v Seattlu. Leta 2014 je skupina izdala še en album v živo, Fanatic Live from Caesar's Colosseum, ki se je povzpel na 13. mesto Billboardovih lestvice albumov Top Hard Rock Albums.
Januarja 2016 je Ann Wilson sporočila, da Heart delajo na novem albumu, ki naj bi bil dokončan do junija in izšel še pred koncem leta 2016. Namignila je, da se bo novi album razlikoval od albuma Fanatic iz leta 2012, ki je predstavljal močnejšo rock plat skupine, in bo »imel več kontur«. Sledil naj bi turneji po Kanadi (z Joan Jett) in bi lahko sovpadel z zgodnjo poletno turnejo po Združenem kraljestvu. 29. junija 2016 so Heart nastopili v dvorani Royal Albert Hall s Kraljevim filharmoničnim orkestrom, novembra 2016 pa sta izšla DVD in CD tega nastopa. 
Album Beautiful Broken je izšel 8. julija 2016. Hard rockerska naslovna skladba vključuje duet Jamesa Hetfielda (Metallica) z Ann Wilson, izšel je kot prvi single z albuma. Beautiful Broken se je povzpel na 9. mesto Billboardove lestvice rock albumov in 30. mesta lestvice najbolje prodajanih albumov. Takoj po izdaji novega albuma se je skupina podala na turnejo 30 koncertov po ZDA z naslovom Rock Hall Three for All. Kot predskupine so jih spremljali Joan Jett in Cheap Trick.

### 2016 – sedanjost: Turneja in stranski projekti do ponovne združitve
27. avgusta 2016 zjutraj so Anninega moža Deana Wetterja aretirali zaradi napada na Nancyina 16-letna sinova dvojčka, po tem, ko sta pustila odprta vrata njegovega avtodoma. Incident se je zgodil med koncertom Heart v White River Amphitheatre v Auburnu v Washingtonu prejšnjo noč, Wetter je kasneje krivdo priznal. Čeprav je skupina odigrala preostale koncerte turneje, ki so bili že rezervirani, sta sestri Wilson do konca turneje komunicirali le prek posrednikov. Njun odnos je bil zaradi incidenta napet; članek v reviji Rolling Stone aprila 2017 je poročal, da sta sicer ohranili prijateljske odnose, a da od turneje nista govorili med seboj in sta bili le občasno v stiku prek tekstovnih sporočil.
Po koncu turneje, oktobra 2016, sta se sestri odločili za turnejo s svojimi stranskimi skupinami. Januarja 2017 je Nancy ustanovila novo zasedbo, Roadcase Royale, s pevko Liv Warfield in člani Heart Benom Smithom (bobni), Danom Rothchildom (bas) ter Chrisom Joynerjem (klaviature). Kasneje istega meseca je Ann napovedala solo turnejo, na kateri je sodeloval kitarist Heart Craig Bartock skupaj z nekaterimi drugimi glasbeniki. Aprila 2017 je Ann izjavila, da ima Heart premor, obe sestri pa sta zatrdili, da se skupina ni trajno razšla.
Februarja 2019 so Heart sporočili, da se je njihov premor končal in da se bodo poleti odpravili na turnejo Love Alive. Čeprav sta se Ann in Nancy ponovno združili, nekdanji člani, ki so sodelovali pri Nancyjini solo turneji, niso bili povabljeni nazaj. Novo zasedbo so sestavljali glasbeniki, ki so na turneji spremljali Anne. Skupina je junija 2019 sporočila, da so turnejo Love Alive podaljšali do oktobra 2019.

## Slog
Glasba skupine Heart obsega številne sloge, opisali so jo kot »vse od folk rocka do spoliranega albumskega rocka«. Skladbe so se uvrščale na Billboardove lestvice Hot 100, Mainstream Rock Tracks in Adult Contemporary.

## Zapuščina
Heart so prodali več kot 35 milijonov izvodov albumov po vsem svetu, 40 njihovih singlov se je uvrstilo med 20 največkrat predvajanih, sedem albumov pa med 10 najbolje prodajanih. Prislužili so si tudi štiri nominacije za grammyja. Skupina je imela v sedemdesetih, osemdesetih, devetdesetih in 2010. letih uvrščene single in albume med 10 najbolje prodajanih na Billboardovih lestvicah; razpon štirih desetletij z albumi med 10 najbolje prodajanih je rekorden za skupino, ki jo vodijo ženske.
Uredniki televizijske postaje VH1 so Heart leta 2008 uvristili na 57. mesto lestvice 100 največjih umetnikov hard rocka. Ann in Nancy Wilson so leta 1999 ločeno uvrstili na 40. mesto lestvice 100 največjih žensk v rokenrolu. Ann Wilson je revija Hit Parader leta 2006 uvrstila tudi na 78. mesto lestvice največjih heavy metal vokalistov vseh časov. Leta 2009 sta sestri Wilson prejeli nagrado ustanoviteljev ASCAP kot priznanje za njuni karieri ustvarjalk.
Leta 2011 so si Heart prislužili prvo nominacijo za sprejetje v Hram slavnih rokenrola. Pri sprejemu leta 2012 je bila skupina prezrta, naslednje leto pa je bila nominacija uspešna in Hram je 11. decembra 2012 objavil njihovo vključitev. V nominaciji sta bili sestri Wilson opisani kot prvi ženski, ki sta vodili hard rock zasedbo, in »pionirki ... navdih [za] ženske, da vzamejo električno kitaro v roke ali ustanovijo skupino«.
V svoji knjigi Heart: In Studio Jake Brown je skupino opisal kot začetek »revolucije za ženske v glasbi ... razbijanje žanrskih ovir in pridobivanje kritiškega priznanja«.
Sestri Wilson sta že desetletja dejavni na glasbeni sceni v Seattlu, vplivali sta na številne glasbenike iz regije, vključno z zasedbami dobe grungea. Med umetniki, ki so uporabljali njun studio Bad Animals, so Neil Young, R.E.M, Pearl Jam, Soundgarden in Alice in Chains.

## Člani

### Trenutni člani
- Ann Wilson (1973–sedanjost) - glavni in stranski vokal, flavta, avtoharfa, akustična kitara
- Nancy Wilson (1974–1995, 2002–sedanjost) - ritem in glavna kitara, akustična kitara, podporni in stranski vokal, harmonika, mandolina, klaviature
- Denny Fongheiser (1993–1995, 2019–sedanjost) - bobni, tolkala
- Craig Bartock (2004–sedanjost) - glavna in ritem kitara
- Ryan Waters (2019–sedanjost) - glavna in ritem kitara
- Andy Stoller (2019–sedanjost) - bas kitara
- Dan Walker (2019–sedanjost) - klaviature

## Diskografija
| - Dreamboat Annie (1975) - Magazine (1977) - Little Queen (1977) - Dog and Butterfly (1978) - Bébé le Strange (1980) - Private Audition (1982) - Passionworks (1983) - Heart (1985) | - Bad Animals (1987) - Brigade (1990) - Desire Walks On (1993) - Heart Presents a Lovemongers' Christmas (2001) - Jupiters Darling (2004) - Red Velvet Car (2010) - Fanatic (2012) - Beautiful Broken (2016) |